# Octocapitella pettiboneae
Octocapitella pettiboneae is een borstelworm uit de familie Capitellidae. Het lichaam van de worm bestaat uit een kop, een cilindrisch, gesegmenteerd lichaam en een staartstukje. De kop bestaat uit een prostomium (gedeelte voor de mondopening) en een peristomium (gedeelte rond de mond) en draagt gepaarde aanhangsels (palpen, antennen en cirri).
Octocapitella pettiboneae werd in 1987 voor het eerst wetenschappelijk beschreven door Brown.